# Chris Leben
Christian Cyrus Leben (Portland, 21 de julio de 1980) es un artista marcial mixto retirado y boxeador a puño limpio estadounidense. Compitió en la categoría de peso medio de UFC. Leben apareció por primera vez en la temporada inaugural del reality The Ultimate Fighter. Chris fue el primer campeón de peso medio de WEC.

## Carrera en artes marciales mixtas

### Ultimate Fighting Championship
El 9 de abril de 2005, Leben se enfrentó a Jason Thacker en la cartelera de las finales en vivo de The Ultimate Fighter 1. A Thacker no le hizo gracia cuando vio el reality y se enteró de que Leben usaba su cama como urinario. Hablando con Dana White, Thacker reclamo una pelea contra Leben en la final. La pelea fue creada, y Leben ganó en 95 segundos de la primera ronda. Después, Leben se disculpó con Thacker por orinarse en su cama.
Después del espectáculo, Leben se mudó a Seattle, Washington para entrenar con AMC Pankration. Ha competido en varios eventos de UFC desde el show y es la única persona que ha luchado en los seis primeros eventos de Ultimate Fight Night.
Leben luego perdió en UFC 66 contra el viejo veterano de UFC Jason MacDonald por sumisión técnica.
Leben perdió ante Kalib Starnes en una decisión unánime muy estrecha en UFC 71 el 26 de mayo de 2007. Tras el evento, la pelea obtuvo el premio a la Pelea de la Noche.
En UFC 82, noqueó al italiano Alessio Sakara en la primera ronda, ganando el premio al KO de la Noche.
Su siguiente pelea fue contra Michael Bisping en UFC 89 en la que perdió por decisión unánime. Leben se burló de Bisping a lo largo de las dos últimas rondas dejando caer sus brazos y levantando la barbilla. Los jueces valoraron la pelea 30-27 (dos veces) y 29-28 para Bisping.
Leben se enfrentó a Jake Rosholt en UFC 102 en la ciudad natal de Leben en Portland, Oregón. En la tercera ronda, Leben perdió el conocimiento por medio de un triángulo de brazo.
Leben se enfrentó a Jay Silva el 11 de enero de 2010 en UFC Fight Night 20, ganando por decisión unánime (30-27, 30-27, 30-27).
Leben se enfrentó a Brian Stann el 1 de enero de 2011 en UFC 125. Él perdió la pelea por nocaut técnico en la primera ronda. 
El 4 de abril de 2011, el UFC anunció que el próximo oponente de Leben sería Wanderlei Silva el 2 de julio de 2011 en UFC 132. Leben noqueó a Silva con golpes consecutivos desde el clinch y a solo 27 segundos de comenzar la pelea, siendo el nocaut más rápido de Leben para conseguir una victoria.
Leben se enfrentó a Mark Muñoz el 5 de noviembre de 2011 en UFC 138 perdiendo por nocaut técnico en la marca de 5:00 de la segunda ronda debido a un corte en la ceja izquierda que lo dejó incapaz de ver y obligó a un paro de esquina.
Se esperaba que el regreso de Leben fuera contra Karlos Vemola el 29 de diciembre de 2012 en UFC 155. Sin embargo, Vemola fue obligado a salir de la pelea y su sustituto fue Derek Brunson. Leben fue derrotado por decisión unánime.
Leben se enfrentó a Andrew Craig y perdió por decisión dividida el 6 de julio de 2013 en UFC 162.
Leben se enfrentó a Uriah Hall el 28 de diciembre de 2013 en UFC 168. Leben perdió la pelea por parón de su equipo, dado que no podía continuar.
El 20 de enero de 2014, Leben anunció su retiro profesional de las AMM.

## Vida personal
En mayo de 2007, Leben se mudó a Oahu Oeste, Hawái para aceptar el puesto de entrenador principal en el Icon Fitness MMA Gym. Leben es un luchador jugable en los videojuegos de UFC Undisputed. Antes de convertirse en un boxeador profesional, Leben trabajó en la construcción y era un pintor de casas.

## Campeonatos y logros
- Ultimate Fighting Championship
  - Semifinalista de The Ultimate Fighter 1 de Peso Medio
  - KO de la Noche (Cuatro veces)
  - Pelea de la Noche (Dos veces)
  - Mayor número de peleas en la división de Peso Medio de UFC (22)
  - Peleó en la primera pelea de un Evento Principal con 5 rondas sin título en juego en la historia de UFC

- World Extreme Cagefighting
  - Campeón de Peso Medio (Una vez, primero)

- Sherdog y MMANews247.com
  - Regreso al Peleador del Año (2010)[14]

- Títulos amateurs
  - Campeonato de Peso Medio de FCFF (Una vez)
  - Campeonato de Peso Medio de UFCF (Una vez)

## Récord en artes marciales mixtas
| Resultado | Récord | Oponente          | Método                        | Evento                              | Fecha                    | Ronda | Tiempo | Localización         | Notas |
| --------- | ------ | ----------------- | ----------------------------- | ----------------------------------- | ------------------------ | ----- | ------ | -------------------- | --- |
| Derrota   | 22–11  | Uriah Hall        | TKO (parada del equipo)       | UFC 168                             | 28 de diciembre de 2013  | 1     | 5:00   | Las Vegas, Nevada    | |
| Derrota   | 22–10  | Andrew Craig      | Decisión (dividida)           | UFC 162                             | 6 de julio de 2013       | 3     | 5:00   | Las Vegas, Nevada    | |
| Derrota   | 22–9   | Derek Brunson     | Decisión (unánime)            | UFC 155                             | 29 de diciembre de 2012  | 3     | 5:00   | Las Vegas, Nevada    | |
| Derrota   | 22–8   | Mark Muñoz        | TKO (parada del equipo)       | UFC 138                             | 5 de noviembre de 2011   | 2     | 5:00   | Birmingham           | Primer combate de 5 rondas sin título en juego en la historia de UFC; Leben dio positivo a la prueba de oxy-contin. |
| Victoria  | 22–7   | Wanderlei Silva   | KO (golpes)                   | UFC 132                             | 2 de julio de 2011       | 1     | 0:27   | Las Vegas, Nevada    | |
| Derrota   | 21–7   | Brian Stann       | TKO (rodillazo y golpes)      | UFC 125                             | 1 de enero de 2011       | 1     | 3:37   | Las Vegas, Nevada    | |
| Victoria  | 21–6   | Yoshihiro Akiyama | Sumisión (triangle choke)     | UFC 116                             | 3 de julio de 2010       | 3     | 4:40   | Las Vegas, Nevada    | Pelea de la Noche.                                                                                                  |
| Victoria  | 20–6   | Aaron Simpson     | TKO (golpes)                  | The Ultimate Fighter 11 Finale      | 19 de junio de 2010      | 2     | 4:17   | Las Vegas, Nevada    | KO de la Noche. |
| Victoria  | 19–6   | Jay Silva         | Decisión (unánime)            | UFC Fight Night: Maynard vs. Diaz   | 11 de enero de 2010      | 3     | 5:00   | Fairfax, Virginia    | |
| Derrota   | 18–6   | Jake Rosholt      | Sumisión (arm-triangle choke) | UFC 102                             | 29 de agosto de 2009     | 3     | 1:30   | Portland, Oregón     | |
| Derrota   | 18–5   | Michael Bisping   | Decisión (unánime)            | UFC 89                              | 18 de octubre de 2008    | 3     | 5:00   | Birmingham           | Leben dio positivo en Stanozolol.                                                                                   |
| Victoria  | 18–4   | Alessio Sakara    | TKO (golpes)                  | UFC 82                              | 1 de marzo de 2008       | 1     | 3:16   | Columbus, Ohio       | KO de la Noche. |
| Victoria  | 17–4   | Terry Martin      | KO (golpe)                    | UFC Fight Night: Thomas vs. Florian | 19 de septiembre de 2007 | 3     | 3:56   | Las Vegas, Nevada    | KO de la Noche. |
| Derrota   | 16–4   | Kalib Starnes     | Decisión (unánime)            | UFC 71                              | 26 de mayo de 2007       | 3     | 5:00   | Las Vegas, Nevada    | Pelea de la Noche.                                                                                                  |
| Derrota   | 16–3   | Jason MacDonald   | Sumisión (guillotine choke)   | UFC 66                              | 30 de diciembre de 2006  | 2     | 4:03   | Las Vegas, Nevada    | |
| Victoria  | 16–2   | Jorge Santiago    | KO (golpe)                    | UFC Fight Night 6                   | 17 de agosto de 2006     | 2     | 0:35   | Las Vegas, Nevada    | KO de la Noche. |
| Derrota   | 15–2   | Anderson Silva    | KO (rodillazo)                | UFC Ultimate Fight Night 5          | 28 de junio de 2006      | 1     | 0:49   | Las Vegas, Nevada    | |
| Victoria  | 15–1   | Luigi Fioravanti  | Decisión (unánime)            | UFC Ultimate Fight Night 4          | 6 de abril de 2006       | 3     | 5:00   | Las Vegas, Nevada    | |
| Victoria  | 14–1   | Jorge Rivera      | TKO (golpes)                  | UFC Ultimate Fight Night 3          | 16 de enero de 2006      | 1     | 1:44   | Las Vegas, Nevada    | |
| Victoria  | 13–1   | Edwin Dewees      | Sumisión (armbar)             | UFC Ultimate Fight Night 2          | 3 de octubre de 2005     | 1     | 3:26   | Las Vegas, Nevada    | |
| Victoria  | 12–1   | Patrick Côté      | Decisión (dividida)           | UFC Ultimate Fight Night            | 5 de agosto de 2005      | 3     | 5:00   | Las Vegas, Nevada    | |
| Victoria  | 11–1   | Jason Thacker     | TKO (golpes)                  | The Ultimate Fighter 1 Finale       | 9 de abril de 2005       | 1     | 1:35   | Las Vegas, Nevada    | |
| Victoria  | 10–1   | Benji Radach      | TKO (mandíbula fracturada)    | SF 4: Fight For Freedom             | 26 de junio de 2004      | 3     | 3:43   | Gresham, Oregón      | |
| Derrota   | 9–1    | Joe Doerksen      | Decisión (unánime)            | Freestyle Fighting Championships 9  | 14 de mayo de 2004       | 3     | 5:00   | Biloxi, Mississippi  | |
| Victoria  | 9–0    | Justin Davis      | KO (golpe)                    | SF 3: Dome                          | 17 de abril de 2004      | 1     | 1:54   | Gresham, Oregón      | |
| Victoria  | 8–0    | Boyd Ballard      | KO (golpes)                   | UFCF: Night of Champions            | 31 de enero de 2004      | 1     | 1:50   | Lynnwood, Washington | |
| Victoria  | 7–0    | Mike Swick        | KO (golpe)                    | WEC 9                               | 16 de enero de 2004      | 2     | 0:45   | Lemoore, California  | Ganó el Campeonato de Peso Medio de WEC.                                                                            |
| Victoria  | 6–0    | James Fanshier    | Decisión (unánime)            | Gladiator Challenge 20              | 13 de noviembre de 2003  | 3     | 5:00   | Colusa, California   | |
| Victoria  | 5–0    | Brian Sleeman     | Sumisión (armbar)             | WEC 8                               | 17 de octubre de 2003    | 1     | 3:15   | Lemoore, California  | |
| Victoria  | 4–0    | Boyd Ballard      | Sumisión (armbar)             | UFCF: Night of Champions            | 11 de octubre de 2003    | 1     | 2:18   | Lynnwood, Washington | |
| Victoria  | 3–0    | Landon Showalter  | Decisión (unánime)            | TQP: Sport Fight "Second Coming"    | 23 de agosto de 2003     | 3     | 5:00   | Gresham, Oregón      | |
| Victoria  | 2–0    | Otto Olson        | KO (golpe)                    | UFCF: Battle in Seattle             | 26 de julio de 2003      | 1     | 2:01   | Seattle, Washington  | |
| Victoria  | 1–0    | Bryce Hamilton    | Sumisión (guillotine choke)   | UFCF: Everett Extreme Challenge 6   | 9 de noviembre de 2002   | 1     | 2:45   | Everett, Washington  | |